# 基隆市長官邸
25°08′41″N 121°45′41″E / 25.1446376876882°N 121.761526417862°E

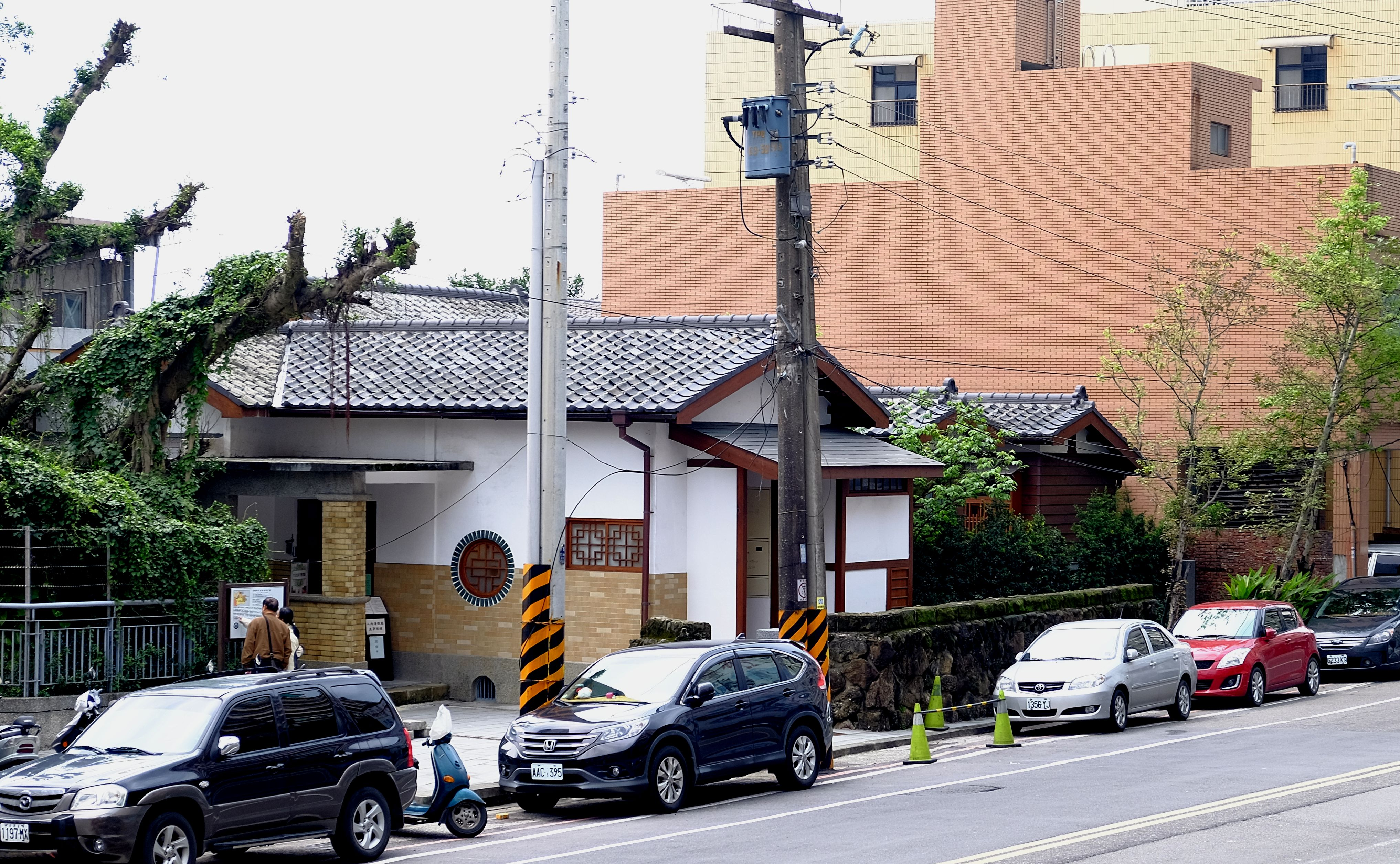
基隆市長官邸側面

基隆市長官邸，又稱松浦社宅或基隆關稅務司官舍，是位於台灣基隆市中正區中正路的一棟日式建築。此建築興建於1932年，於2006年登錄為基隆市市定古蹟，原登錄名稱為「基隆關稅務司官舍」，2010年改為「基隆市長官邸」。

## 介紹
基隆關稅務司官舍修建於1932年，修建當時是台灣土地建物株式會社基隆支店長宿舍。由於當時的支店長名為松浦新平所居住，因此又稱松浦社宅。松浦社宅是基隆具代表性的高級日式住宅，並且在此可以眺望基隆港全景。
二戰後，松浦社宅由國民政府接收，作為基隆市長官邸，鄧伯粹、謝貫一與林番王歷任市長曾居住於此。林氏死後，其遺孀朱鳳娥並未搬離且長期佔據此建築。基隆市政府自1970年代開始催討，要求朱氏搬離，因朱氏拒絕而雙方鬧上法院。1975年10月17日，朱鳳娥因與旅居美國的浙江籍華僑孔阿華結婚，準備移民美國，始搬離。之後一度做為基隆關稅務司官舍。在修復工作進行時，因原木料損壞嚴重，大約只保留了三分之一的原始建材。2013年12月23日，基隆關稅務司官舍完成了修復工作，並在2014年1月29日開始開放參觀。